# Adidas Tango 12

Tango 12 — Офіційний м'яч Євро 2012

Tango 12 Finale — Офіційний м'яч фіналу Євро 2012

Adidas Tango 12 — офіційний м'яч Чемпіонату Європи з футболу 2012, представлений в київському Палаці мистецтв, у п'ятницю 2 грудня 2011 року, під час жеребкування фінальної стадії. Він став 11-м офіційним м'ячем для чемпіонатів Європи від компанії Adidas. Розробка моделі тривала два роки.
М'яч широкому загалу представив визначний український олімпієць Сергій Бубка.

## Назва
Назва Tango 12 складається з двох частин. Перша частина назви присвячена танцю танго, а друга частина — Євро-2012.
Назву Tango офіційний м'яч чемпіонату отримав у спадок від легендарних м'ячів, які Adidas розробляв для чемпіонатів Світу і Європи.
Перший Tango від Adidas з'явився, як випливає з назви, до ЧС-78 в Аргентині. На Євро-1980 в Італії розробники представили м'яч Tango River Plate (Italia), двома роками пізніше на ЧС-82 в Іспанії був Tango España, на Євро-1984 — Tango Mundial, а на Євро-1988 — Tango Europa.

## Дизайн
Зовнішній вигляд м'яча відсилає до дизайну його попередників — м'ячів Tango River Plate (Italia) (1980), Tango Mundial (1984) і Tango Europa (1988), якими грали на попередніх чемпіонатах Європи.
В оформленні використана сучасна інтерпретація класичного дизайну. Світлі елементи обрамлює темна смуга з прапорцями обох країн—господарок. В дизайні присутні три графічних елемента, що засновані на традиціях вирізання з паперу декоративних візерунків і панелей, які історично використовувалися для обрамлення в сільських районах Польщі і України — символізують ключові характеристики футболу: єдність, суперництво і пристрасть.

## Випробування
Випробування м'яча проводилися як в лабораторних умовах, так і в природному середовищі. Цілий рік м'яч тестували на полях восьми країн. Adidas залучив до цієї роботи ряд відомих клубів — таких, як «Реал», «Аякс», «Челсі», «Мілан», «Баварія». Випробували Танго 12 і висловили свою компетентну думку про виріб Давід Вілья і Петер Чех, Хаві і Ешлі Янґ, Бастіан Швайнштайгер і Юган Ельмандер. М'яч був випробуваний на ґрунті, а також на натуральному і штучному трав'яному покритті в усіх можливих в європейських широтах кліматичних умовах — в дощ і сніг, в 10 градусів морозу і 35 градусів тепла, на різних висотах над рівнем моря у восьми регіонах.

## Технічні характеристики
Сфера складається з 32 термосклеєних панелей. У дизайні Tango 12 є трикутникові панелі для правильної та стабільної траєкторії польоту м'яча.
Текстура поверхні кожної панелі допомагає краще контролювати м'яч (для польових гравців) і тримати круглу сферу в руках. Зовнішній шар Tango 12 складений з п'яти поліуретанових шарів Impralino, які забезпечують оптимальний контакт м'яча з ногою футболіста. Крім того, це покриття дозволяє контролювати м'яч у будь-яких погодних умовах. Власне внутрішній шар м'яча — щільне покриття, що зв'язує текстильний субстрат з верхніми шарами, над ним — покриття з синтетичної піни завтовшки близько трьох міліметрів з клітинами, заповненими склом, завдяки чому м'яч утримує свою форму. Також під зовнішнім шаром м'яча розташована бутилкаучукова камера для поліпшеного утримування повітря . Також слід додати, що при створенні м'яча не було використано шкіри.
«Танго 12» повністю відповідає всім вимогам FIFA.
|                            | Вимоги FIFA  | Характеристики Tango 12 |
| -------------------------- | ------------ | ----------------------- |
| Окружність                 | 68.5-69.5 см | 68.9 см                 |
| Округлість                 | макс. 1,5%   | 1.2%                    |
| Водопоглинання             | макс. 10%    | 0,3%                    |
| Вага                       | 420—445 г    | 432 г                   |
| Відскок                    | 135—155 см   | 142 см                  |
| Втрата тиску               | макс. 20%    | 4%                      |
| Збереження форми (розміру) | 2000 циклів  | 3500 циклів             |

## Відгуки
Юган Ельмандер: 
«Мені дуже подобається поверхня м'яча, особливо текстура, що забезпечує хороший хап. Подобається і вага м'яча — вона дозволяє легко контролювати його»
Ешлі Янґ: 
«Я грав новим м'ячем і можу сказати, що він котиться саме туди, куди я його направляю, особливо коли веду його і намагаюся тримати якнайближче. Як нападнику мені це, звичайно, до душі. „Танго 12“ легко вести, він добре втримується стопою»

Після клубного чемпіонату світу з футболу, який відбувався з 8 по 18 грудня 2011 року і на якому грали Tango 12, голкіпер Аякса — Яспер Сіллессен поділився своїм враженням від нового м'яча. Він сказав:
«Він кращий за м'яч чемпіонату світу. „Танго 12“ важчий, а це значно приємніше, ніж коли шкіряний має невелику вагу, оскільки тоді він летить за непередбачуваною траєкторією»

## Adidas Tango 12 Finale
Капітан і голкіпер збірної Іспанії Ікер Касільяс на спеціальній церемонії в Мадриді, 9 травня 2012 року, представив офіційний м'яч фінального матчу Євро 2012 — Adidas Tango 12 Finale. Характеристики м'яча ті ж, що і в оригінального Tango 12. Дизайн зберегли, але додали нові елементи і змінили кольорову гаму.